# Anna Cantalupo
Anna (Pia) Cantalupo (ur. 3 września 1888 w Neapolu, zm. 17 marca 1983 w Katanii) – włoska zakonnica katolicka, szarytka, Czcigodna Służebnica Boża.

## Życiorys
Powołanie zakonne zaczęła odczuwać około trzynastego roku życia. 31 maja 1902 złożyła prywatny ślub dziewictwa. Do zgromadzenia szarytek wstąpiła w 1908, a od roku następnego kontynuowała naukę w Paryżu oraz w Neapolu (m.in. w „Reale Albergo dei Poveri”). Śluby zakonne złożyła 25 grudnia 1913. W 1918 przeniesiono ją do Katanii, do Instytutu Piusa IX, gdzie wspomagała chorych. W 1923 przeniesiono ją do Casa della Carità (dom zakonny), gdzie wraz z innymi zakonnicami pomagała chorym i realizowała inicjatywy charytatywne oraz apostolskie. M.in. niosła wsparcie sierotom wojennym. Podczas II wojny światowej organizowała pomoc duchową dla wojskowych w Katanii. Od 1 marca 1947 do 1959 była przełożoną klasztoru. Po zakończeniu tej funkcji nadal działała charytatywnie.
W 1958 otrzymała odznaczenie Kawalera Republiki i krzyż Pro Ecclesia et Pontifice.
Dekret o heroiczności jej cnót wydał papież Franciszek 22 czerwca 2023.